# Budki (powiat garwoliński)
Budki – wieś w Polsce położona w województwie mazowieckim, w powiecie garwolińskim, w gminie Żelechów. 
Budki wchodzą w skład sołectwa Stefanów.
W latach 1975–1998 miejscowość administracyjnie należała do województwa siedleckiego.